# Восьмой класс
«Восьмой класс» (англ. Eighth Grade) — американский кинофильм режиссёра Бо Бёрнэма. Премьера ленты состоялась 19 января 2018 года на кинофестивале «Сандэнс».

## Сюжет
Фильм рассказывает о тринадцатилетней Кейле Дэй — восьмикласснице, которая ведёт видеоблог на YouTube о доверии и самооценке, помогающий ей справляться с переходным периодом. Она учит подростков быть уверенными в себе, хотя сама сильно беспокоится, когда оказывается в непривычных обстоятельствах.
Однажды Кейла встречает Оливию, дружелюбную старшеклассницу. Оливия дает Кейле свой номер телефона, а позже приглашает Кайлу посетить торговый центр с некоторыми из её друзей. Они хорошо проводят время, хотя Кейла замечает, что её отец шпионит за ней. После Райли, друг Оливии, провожает Кайлу домой. Он предлагает поиграть в правду или действие, во время которой спрашивает о её сексуальном опыте. Кейла отказывается, а он отступает, сердито заявляя, что просто пытается помочь ей получить некоторый опыт. Кейла бежит домой, где снимает видео, в котором объявляет, что намеревается перестать снимать для блога, поскольку она не человек, которым пытается казаться, поэтому чувствует себя неспособной дать совет.
Затем Кайла открывает капсулу времени, которую она сделала для себя в шестом классе. После увиденного в капсуле она просит отца помочь ей сжечь капсулу времени и спрашивает, не огорчает ли она его. Он говорит, что дочь наполняет его гордостью.
На выпускном Кейла упрекает одноклассницу Кеннеди в том, что она проигнорировала её благодарственное письмо и, несмотря на попытки Кейлы быть милой, ведёт себя равнодушно по отношению к ней. Позже она обедает в доме Гейба, и они проводят время вместе.
В конце фильма Кейла делает новую капсулу времени, которую она и её отец закапывают на заднем дворе дома. В ней героиня оставляет видеообращение для себя в будущем, в котором советует себе продолжать сопротивляться трудностям.

## В ролях
| Актёр          | Роль                           |
| -------------- | ------------------------------ |
| Элси Фишер     | Кейла Дэй                      |
| Джош Хэмилтон  | Марк Дэй отец Кейлы            |
| Эмили Робинсон | Оливия ученица старших классов |
| Кэтрин Оливьер | Кеннеди Грейвз                 |
| Джек Райан     | Гейб кузен Кеннеди             |

## Награды и номинации
Фильм получил премию Международного кинофестиваля в Сан-Франциско, две номинации на премию «Готэм» и ряд других. В декабре 2018 года картина «Восьмой класс» вошла в список 10 лучших фильмов 2018 года, опубликованный Американским институтом киноискусства (AFI).
| Премия                              | Категория                                | Номинант                                          | Результат |
| ----------------------------------- | ---------------------------------------- | ------------------------------------------------- | --------- |
| «Золотой глобус»                    | Лучшая женская роль — комедия или мюзикл | Элси Фишер                                        | Номинация |
| «Выбор критиков»                    | Лучшая комедийная актриса                | Элси Фишер                                        | Номинация |
| «Выбор критиков»                    | Лучший молодой актёр или актриса         | Элси Фишер                                        | Победа    |
| «Выбор критиков»                    | Лучший оригинальный сценарий             | Бо Бёрнэм                                         | Номинация |
| «Независимый дух»                   | Лучший фильм                             | Эли Буш, Скотт Рудин, Кристофер Сторер, Лила Якуб | Номинация |
| «Независимый дух»                   | Лучшая женская роль                      | Элси Фишер                                        | Номинация |
| «Независимый дух»                   | Лучшая мужская роль второго плана        | Джош Хэмилтон                                     | Номинация |
| «Независимый дух»                   | Лучший дебютный сценарий                 | Бо Бёрнэм                                         | Победа    |
| «Спутник»                           | Лучший независимый фильм                 |                                                   | Номинация |
| «Спутник»                           | Лучшая женская роль — комедия или мюзикл | Элси Фишер                                        | Номинация |
| «Спутник»                           | Лучший оригинальный сценарий             | Бо Бёрнэм                                         | Номинация |
| Национальный совет кинокритиков США | Лучший режиссёрский дебют                | Бо Бёрнэм                                         | Победа    |
| Национальный совет кинокритиков США | Топ 10 лучших фильмов года               |                                                   | Победа    |
| Премия Гильдии режиссёров США       | Лучший режиссёрский дебют                | Бо Бёрнэм                                         | Победа    |
| Премия Гильдии сценаристов США      | Лучший оригинальный сценарий             | Бо Бёрнэм                                         | Победа    |

## Отзывы
Фильм получил высокие оценки кинокритиков. На сайте Rotten Tomatoes у картины 99 % положительных рецензий на основе 294 отзывов со средней оценкой 8,85 баллов из 10. На сайте Metacritic — 89 баллов из 100 на основе 46 рецензий.